# Vizille
Vizille é uma comuna francesa na região administrativa de Auvérnia-Ródano-Alpes, no departamento de Isère.
A cidade tem o museu da Revolução Francesa.